# Грузинско лари
Вижте пояснителната страница за други значения на Лари.
Лари (на грузински: ქართული ლარი) е националната валута на Грузия. Дели се на 100 тетри. Въведен е през 1995 г. по време на президента Едуард Шеварднадзе, когато замества временно използваните купони, които от своя страна заместват руската рубла, използвана в страната преди 1993 г. В обращение са монети в купюри от 5, 10, 20, 50 тетри, 1 и 2 лари и банкноти от 1, 2, 5, 10, 20, 50, 100, 200 лари. Валутният код в ISO 4217 е GEL.

## Монети
Монетите от 1 до 20 тетри са изработени от неръждаема стомана, монетата в 50 тетри е от сплав мед-алуминий-никел. Лицевата страна на всички монети е подобен. В центъра е изображението на символа на слънцето, а датата на сечение е 1993 година. По ръба е надписът на грузински и английски език „Република Грузия“. Изображенията на лицевата и обратната страна са разположени една спрямо друга под ъгъл от 180°. Ръбът на всички монети е гладък. Монетите са въведени през 1995 г. и все още са официално платежно средство. Сечени са в Парижкия монетен двор. Монетите от 50 тетри от серията от 1993 г. са изтеглени от обращение на 1 януари 2018 г. До 1 януари 2019 г. те могат да бъдат заменени за валидни банкноти във всяка банка, а от посочената дата само в Националната банка. Монетите от 1 и 2 тетри формално са законно платежно средство, но практически не се използват в обращение. От 1 януари 2019 г. цените в брой са закръглени до 0 или 5 тетри.

## Банкноти
Номиналът на банкнотите с думи на обратната страна се дублира на английски, а на банкнотата от 200 лари – също на абхазки, тъй като обратната страна на тази банкнота е посветена на Абхазия. Банкнота от 500 лари е с портрет на цар Давид IV Строителят, който държи свитък в дясната си ръка и манастира Желат в лявата си ръка и национален орнамент. През 1995 г. е отпечатана във Великобритания, но никога не е пусната в обращение, като остава нумизматична рядкост. През 2011 г. Националната банка на Грузия издава ограничен брой юбилейни издания от тези банкноти.